# Род Гремс
Дуайт Родні «Род» Гремс (англ. Rodney Dwight «Rod» Grams; нар. 4 лютого 1948, Принстон, Міннесота — пом. 8 жовтня 2013, Краун, Міннесота) — американський політик-республіканець, сенатор США від штату Міннесота з 1995 по 2001.
Навчався у Brown Institute з 1966 по 1968, Anoka Ramsey Junior College з 1970 по 1972 і Carroll College з 1974 по 1975 (Вісконсин). Гремс працював теле-радіо журналістом, перш ніж стати політиком. Він був ведучим програми новин для KSMP-TV у Міннеаполісі та Сент-Полі з 1982 по 1991. Член Палати представників США з 1993 по 1995.